# خمينية

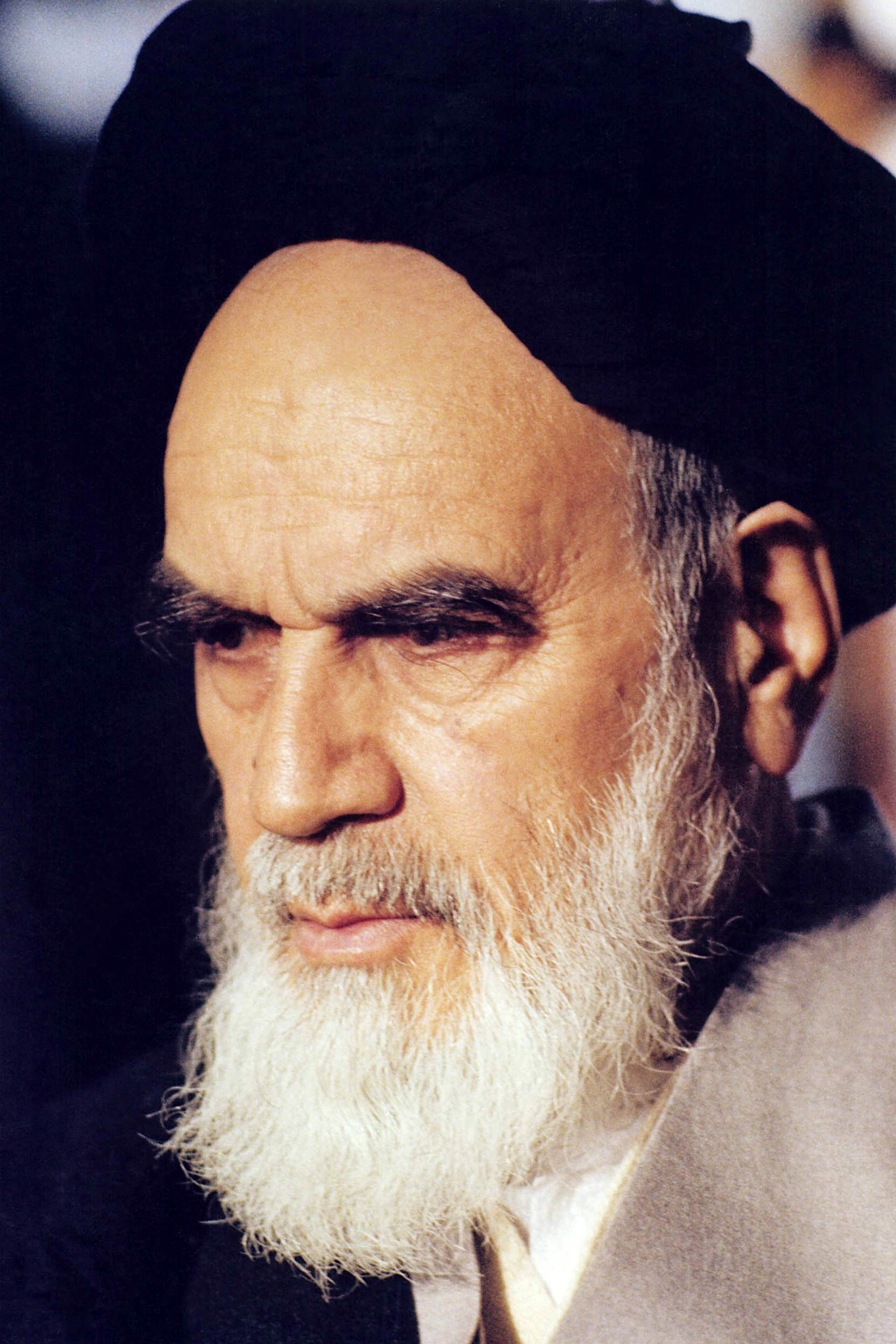

تُعد الخمينية الأيديولوجيا المؤسسة للجمهورية الإسلامية الإيرانية. تتضمن تأثيرات الأفكار الدينية والسياسية لقائد الثورة الإيرانية عام 1979 روح الله الخميني استبدال حكم الشاه بحكم يستند للشريعة بناء على الإعتقاد الشيعي الإثني عشري الأصولي مع إضافات جديدة من تنظير الإمام الخميني،  أعلن الخميني أن الفقهاء الإسلاميين هم الحاملون الحقيقيون ليس للسلطة الدينية فقط بل للسلطة السياسية أيضًا، والذين يجب أن يُطاعوا لأنهم ورثة الأنبياء ، والذي يُعد حكمهم شرط لصلاح واجبات المسلمين مثل الصلاة والصيام والحج و الجهاد.
منذ وفاته، حُددت السياسة في الجمهورية الإسلامية الإيرانية بصورة كبيرة من خلال النزاع علي تركه الخميني، وفقًا لعالم واحد على الأقل، وكان الاستمرار بالإخلاص لأيديولوجيته اختبارًا حاسمًا لكل الأنشطة السياسية في إيران.
وفقًا لفالي نصر، كان تأثير الخميني، خارج إيران، محسوسًا بدرجة كبيرة بين السكان الشيعة في العراق ولبنان. في العالم غير الإسلامي، كان للخميني أثر كبير على الغرب وحتى على الثقافة الغربية إذ يُقال إنه أصبح الوجه الافتراضي للإسلام الذي غرس الخوف وقلة الثقة في الإسلام، كون الخمينية تسعى لهيمنة شيعية شرقية على الشرق الأوسط من ما يضاد مصالح الغرب .

## خلفية تاريخية
كان آية الله الخميني فقيهًا إسلاميًا كبيرًا للشيعة الإثني عشريين. يؤكد اللاهوت الشيعي أن الولاية الإسلامية تعود للأئمة الشيعة المعينين إلهيًا والمتحدرين من الرسول محمد، وآخرهم الإمام الثاني عشر، محمد المهدي. تجعل المعرفة الإلهية (العصمة عن الخطأ) وحس العدالة من الأئمة المرجع الأكيد للمسلمين (الشيعة) في كل وجه من وجوه الحياة، الديني أو غيره، بما في ذلك الحكم. ومع ذلك، اختفى الإمام الثاني عشر فيما يؤمن الشيعة أنه الغيبيات عام 939 ولم يكن حاضرًا منذ ذلك الوقت لحكم المجتمع الإسلامي لأكثر من ألف عام.
في غياب الإمام، قبل علماء الشيعة/قادتهم الدينيين فكرة القادة غير الدينيين (بصورة دقيقة سلطان، ملك أو شاه) ليديروا الشؤون السياسية، ويدافعون عن المسلمين الشيعة ومناطقهم، ولكن لم يظهر إجماع بين العلماء لكيف يجب أن يرتبط المسلمون بهؤلاء القادة. عمد فقهاء الشيعة للالتزام بثلاث مقاربات متعلقة بالدولة: التعاون معها، النشاط في السياسة للتأثير على سياساتها، أو الأكثر شيوعًا البقاء منعزلين عنها.
لعدة سنوات، تبنى الخميني المقاربة الثانية، معتقدًا أن الإسلام يجب أن يوجه كل وجوه الحياة، لا سيما الدولة، واختلف مع سلالة قجار الضعيفة في إيران، والمفاهيم واللغة المستعارة من الغرب في دستور عام 1906، وخصوصًا العلمانية الأوتوقراطية وحداثة شاهات بهلوي. تضمنت السوابق على هذه المقاربة نظرية التعاون مع السلطان فقط التي وضعها سيد مرتضى خلال العصر البويهي في عمله «الرسالة، الأمل مع السلطان» منذ ألف عام تقريبًا، طُورت فكرته لحد بعيد من قبل نصر الدين الطوسي. أسِس لتأثير رجال الدين السياسي خلال فترة الإمبراطورية الصفدية منذ 500 عام تقريبًا. في الوقت الحالي، تدخل آية الله العظمى ميرزا الشيرازي ضد نصر الدين الطوسي، عندما أعطى شاه قجار احتكارًا لمدة خمسين عامًا لتوزيع وتصدير التبغ للغرب غير المسلم. أصدر الشيرازي الفتوة الشهيرة ضد استخدام التبغ كجزء من احتجاج التبغ.
في عام 1970، انشق الخميني عن هذا التقليد مطورًا مقاربةً رابعة للدولة، وهي تغيير ثوري في الإسلام الشيعي مدعيًا ان المَلكية كانت غير عادلة بالوراثة وأن علماء الدين الحقيقيون لا يجب أن ينخرطوا في السياسة فقط بل عليهم أن يحكموا.

## الإرث
حاجج عالم واحد على الأقل بأن مراسيم الخميني وعظاته ومقابلاته وتصريحاته السياسية أدامت أعماله اللاهوتية لأنها كانت الأولى وليست الأخيرة التي تعيد الجمهورية الإسلامية الإيرانية طباعتها. دون المراسيم والعظات والمقابلات والتصريحات السياسية لن توجد الخمينية (الأيديولوجيا). دون الخمينية لن توجد ثورة. ودون الثورة الإسلامية، لن يكون الخميني سوى هامش في التاريخ الإيراني.

### القدرة الارتجالية
خارج معتقداته العقائدية، أشير إلى الخميني بصفته رجلًا تكتيكيًا لامعًا بقدرة عظيمة على الارتجال.
«احتج الخميني على تحرير الشاه للنساء، وشجع النساء بعد ذلك للمشاركة في ثورته والتصويت لحكومته عندما احتاج لهنّ. وعد مرةً أن رجال الدين سيشغلون مناصبًا بصفة مؤقتة فقط وسمح لهم بعد ذلك بشغل أكبر المناصب. تعهد بمواصلة الحرب ضد العراق حتى هزيمتها لكنه عقد سلامًا معها بشكل مفاجئ. قال مرةً إن حقيقة أنني قلت شيئًا لا يعني أنني يجب أن ألتزم بكلمتي. بالتأكيد، إنها الليونة، إن القدرة على الارتجال أدامت الخميني واستمرت بالتغلغل في الجمهورية الإسلامية، محافظةً على تقدمها».
حاجج عالم واحد على الأقل أن قدرة الخميني على التأرجح من وجهة نظر دينية سياسية معينة إلى أخرى استُغلت من قبل أتباعه لتقديم أجندتهم المختلفة والمتنافسة. وبصورة خاصة من قبل الإصلاحيين مثل محمد خاتمي في البحث عن مساحة ديمقراطية أكبر وتقليل الثيوقراطية. يحاجج آخر بأن قابلية الخميني للتكيف الأيديولوجي تكذّب وصمة الأصولية المطبقة عليه في كل من الغرب وإيران.

## الحكم

### الحكام
غيرت قيادة آية الله الخميني الاتجاه مرات عديدة، حول كيفية تأثير الفقهاء على الحكم، وفقًا لرؤاه حول تطوير الحكم. حول من يجب أن يحكن وكيف يجب أن تكون السلطة النهائية في الحكم:
قبل الخميني بشكل أصيل النظرية السياسية الشيعية التقليدية، وكتب في كتابه كشف الأسرار: «لا نقول إن الحكومة يجب أن تكون في أيادي الفقهاء الإسلاميين، بل نقول إن الحكومة يجب أن تُدار وفق قانون الله»، مقترحًا أن برلمان من فقهاء الشيعة يمكن أن يختار ملكًا عادلًا.
أخبر أتباعه لاحقًا أن الإسلام أعلن أن المَلكية والخلافة بالوراثة أمر خاطئ وغير صحيح. إن الحكم من قبل قائد إسلامي فقيه (ولاية الفقيه) سيمنع الابتكار في الشريعة ويحافظ على اتباع الشريعة بطريقة مناسبة. كانت الحاجة لحكم الفقيه ضروريةً وبديهيةً للمسلمين الطيبين.
عندما أصبح في السلطة وميّز الحاجة لمرونة أكبر، أكد في نهاية المطاف ان الفقيه الحاكم لا يجب ان يكون أفضل المتعلمين، وأن حكم الشريعة هو تابع لمصلحة الإسلام، وأن الحكومة الإلهية كما فسرها الفقهاء الحكام والذين يمكنهم نقض الشريعة إن دعت الحاجة لخدمة تلك المصالح. تُعد الحكومة الإسلامية، وهي فرع من الحكم المطلق لرسول الله، من أصول الدين، التي لها أولوية على فروع الدين كالصلاة والصيام والحج.

### آلية الحكم
بينما كان الخميني مركزًا بحرص على حق العلماء في الحكم وأساس الدولة الأخلاقي والأيديولوجي، لم يمعن التفكير في عمل الدولة الحقيقي أو خصوصيات إدارتها. وفقًا لبعض العلماء (غيساري ونصر) لم يضع الخميني أبدًا تعريفًا منهجيًا للدولة الإسلامية والاقتصاد الإسلامي، ولم يصف آلية الحكم فيها، أدوات التحكم، الوظيفة الاجتماعية، العمليات الاقتصادية أو القيم والمبادئ الموجهة. في خطته للحكومة الإسلامية من قبل الفقهاء الإسلاميين كتب الخميني: «يخضع كامل نظام الحكم والإدراة، جنبًا إلى جنب مع القوانين الضرورية، لكم أنتم. إذا دعت إدارة الدولة للضرائب، وضع الإسلام الرؤية الضرورية؛ وإذا كانت القوانين ضرورية، أسس الإسلام لهم كلهم. كل شيء جاهز وينتظر. كل ما تبقى هو طرح برامج وزارية».